# Cupra Formentor
Cupra Formentor – samochód osobowy typu SUV klasy kompaktowej produkowany pod hiszpańską marką Cupra od 2020 roku.

## Historia i opis pojazdu

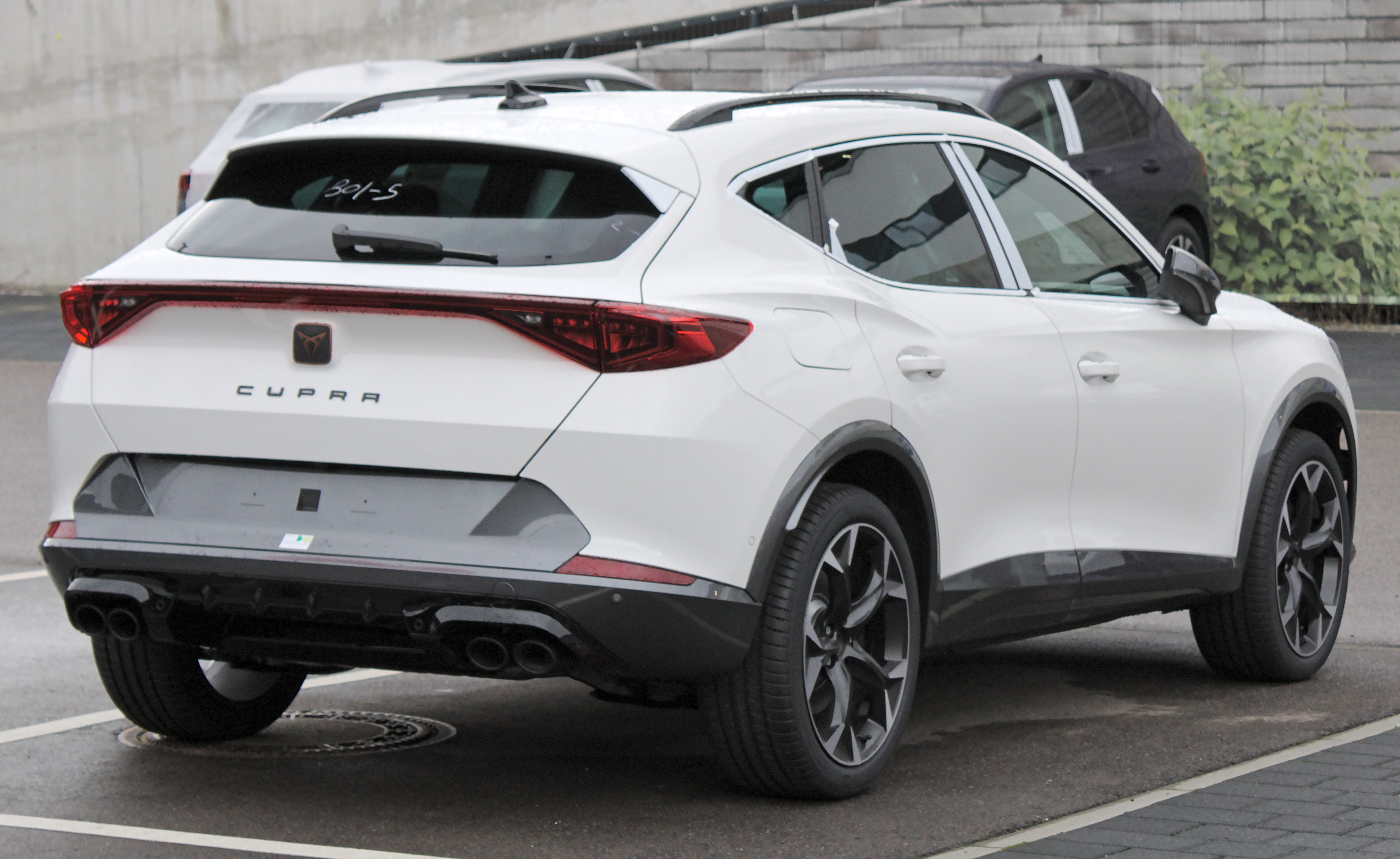
Cupra Formentor – tył pojazdu

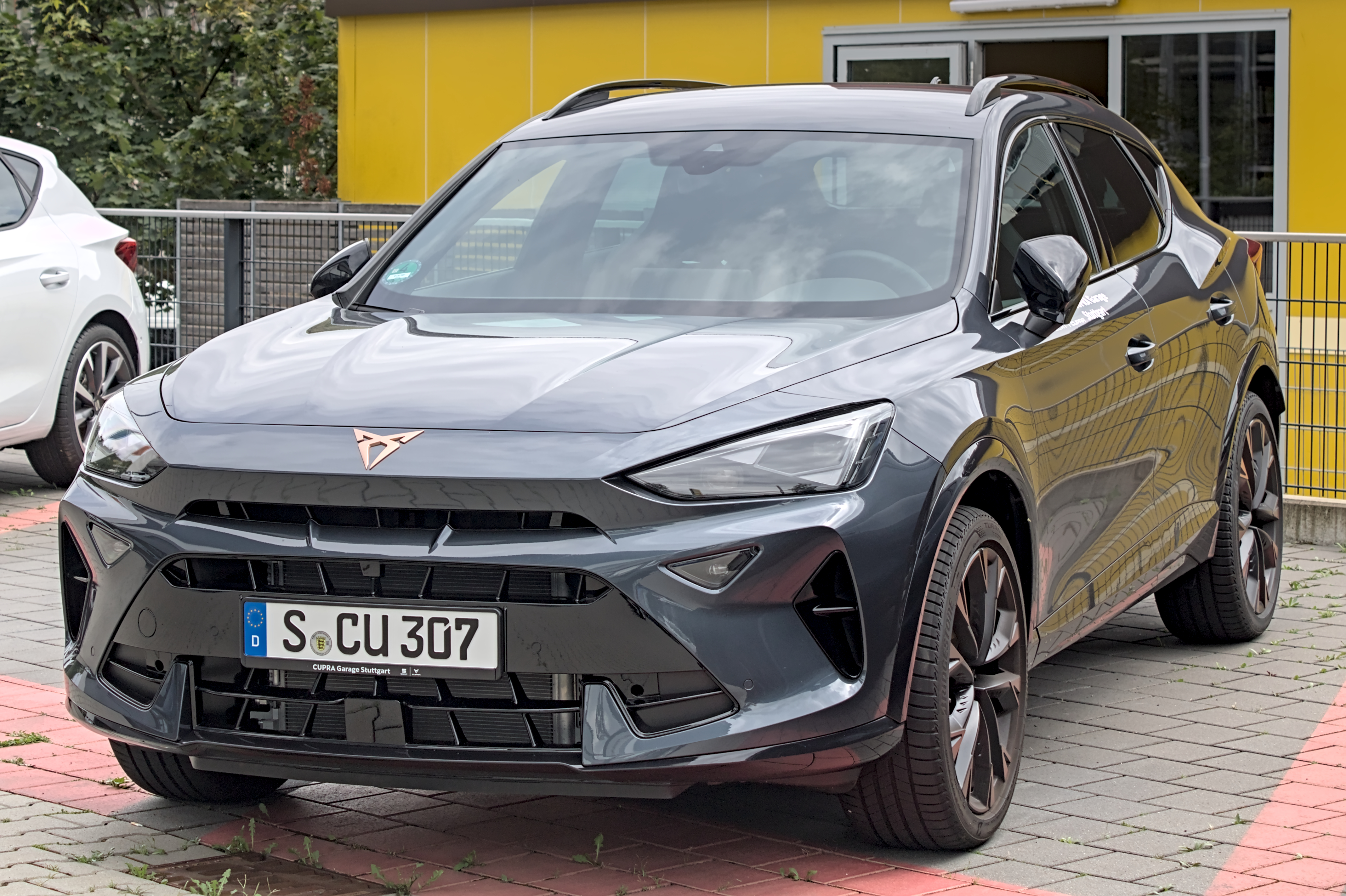
Cupra Formentor po liftingu

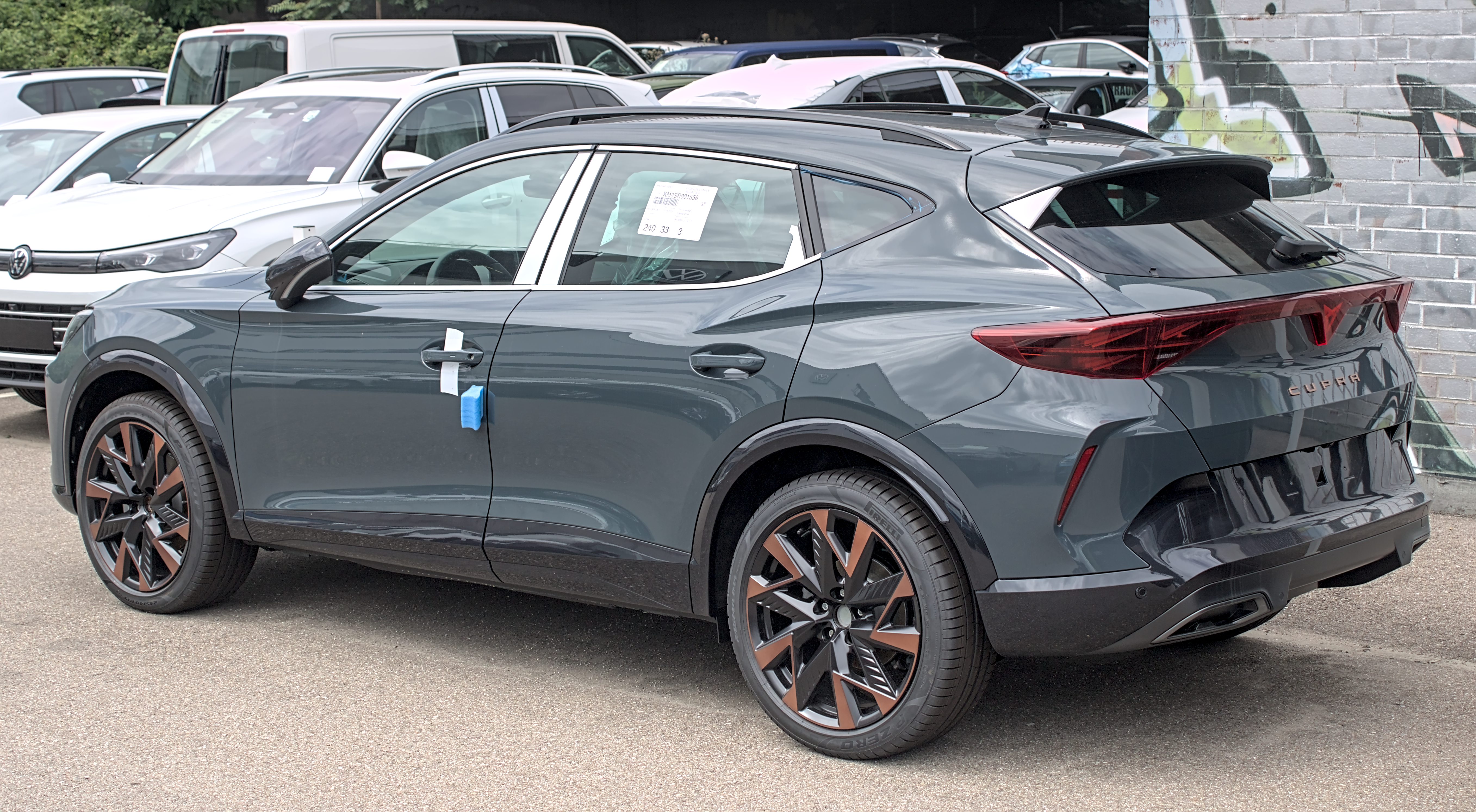
Cupra Formentor – tył po liftingu

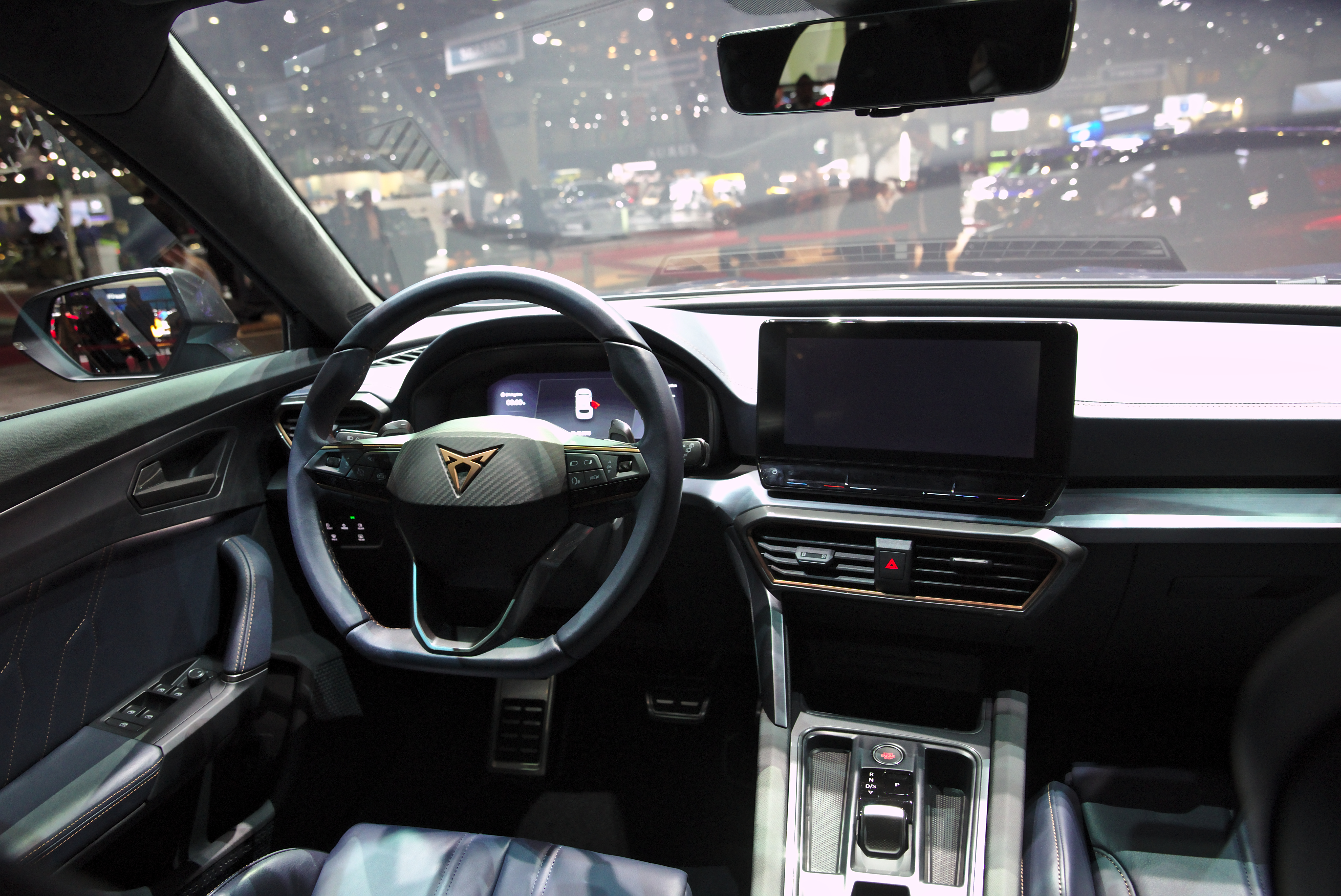
Cupra Formentor – wnętrze

Cupra Formentor po raz pierwszy została zaprezentowana w marcu 2020 roku. Nazwa Formentor pochodzi od najbardziej wysuniętego na północ punktu Majorki i według producenta ma „odzwierciedlać czar tego miejsca”.
Model jest pierwszym niezależnym modelem marki Cupra, który nie ma odpowiednika w gamie Seata. Nadwozie samochodu kształtem ma nawiązywać do nadwozia Coupe, mimo iż pojazd jest SUV-em. Oprócz zwykłych lakierów Formentor jest dostępny z lakierami matowymi.
We wnętrzu zastosowano charakterystyczną kolorystykę dla Cupr, czyli miedziane detale, które przeplatają się z akcentami o barwie ciemnego aluminium. Centralny punkt deski rozdzielczej stanowi 12-calowy, panoramiczny ekran dotykowy. Oprócz tego w sportowym SUV-ie znajdziemy kubełkowe fotele.
Początkowo samochód dostępny był tylko w wersji VZ – Veloz (z hiszpańskiego: szybki). W tej specyfikacji samochód wyposażono w silnik 2.0 TSI o mocy 310 KM (400 Nm), 7-biegową skrzynię DSG wraz z napędem 4×4. Auto rozpędza się do 100 km/h w 4,9 sekundy (prędkość maksymalna – 250 km/h).
W lutym 2021 roku debiutowała najmocniejsza odmiana VZ5 wyposażona w 5-cylindrowy silnik 2.5 TSI z Audi RS3. Jednostka posiada maksymalny moment obrotowy równym 480 Nm. W połączeniu z siedmiobiegową, dwusprzęgłową skrzynią DSG samochód rozpędzi się od 0 do 100 km/h już w 4,2 sekundy, zaś prędkość maksymalna została elektronicznie ustalona na 250 km/h.
Wiosną 2024 roku samochód przeszedł lifting. Zamiast grilla zapożyczonego od Seata znalazł się agresywnie narysowany front.  Najwięcej zmian zaszło w tyłu, m.in. zmodyfikowano kształt zderzaka i światła LED. Natomiast we wnętrzu pojawiły się multimedia bazujące na oprogramowaniu MIB4. Ponadto zmiany zaszły w silnikach.

### Wersje wyposażenia
- Formentor
- Formentor VZ

Wyposażenie bazowej odmiany wyposażenia obejmuje m.in.: 18-calowe felgi aluminiowe, trzystrefową automatyczną klimatyzację z czujnikiem jakości powietrza, elektroniczną blokadę układu różnicowego, 7 poduszek powietrznych, automatyczny hamulec pokolizyjny, progresywne wspomaganie układu kierowniczego, elektromechaniczny hamulec postojowy, wirtualny kokpit z 10,25-calowym ekranem, czujniki deszczu i zmierzchu, elektrycznie regulowane szyby przednie i tylne, elektrycznie regulowane, podgrzewane i składane lusterka, centralny zamek z pilotem, system bezkluczykowy, podgrzewane fotele przednie i kierownica, system multimedialny z DAB, Bluetooth i 10-calowym ekranem dotykowym, pełne światła LED, ambientowe podświetlenie kokpitu, przyciemniane szyby, a także tapicerkę materiałową łączoną ze skórą ekologiczną.
W bogatszej odmianie znajdziemy dodatkowo m.in.: 19-calowe felgi aluminiowe, 18-calowe koło dojazdowe, adaptacyjne zawieszenie, system nawigacji satelitarnej z 12-calowym ekranem, oraz kubełkowe fotele przednie.

### Silniki
| Silnik             | Typ silnika        | Moc maksymalna [KM] | Przyspieszenie 0–100 km/h [s] | Prędkość maks. [km/h] |                    |                    |                    |
| Silniki benzynowe: | Silniki benzynowe: | Silniki benzynowe:  | Silniki benzynowe:            | Silniki benzynowe:    | Silniki benzynowe: | Silniki benzynowe: | Silniki benzynowe: |
| ------------------ | ------------------ | ------------------- | ----------------------------- | --------------------- | ------------------ | ------------------ | ------------------ |
| 1.5 TSI            | R4                 | 150                 | 8,9                           | 203                   |                    |                    |                    |
| 2.0 TSI 4Drive     | R4                 | 190                 | 7,1                           | 220                   |                    |                    |                    |
| 2.0 TSI            | R4                 | 245                 | 6,8                           | 238                   |                    |                    |                    |
| 2.0 TSI 4Drive     | R4                 | 310                 | 4,9                           | 250 (ogranicznik)     |                    |                    |                    |
| 2.5 TSI            | R5                 | 390                 | 4,2                           | 250 (ogranicznik)     |                    |                    |                    |
| Silniki hybrydowe: |                    |                     |                               |                       |                    |                    |                    |
| 1.4 e-HYBRID       | R4                 | 204                 | 7,8                           | 205                   |                    |                    |                    |
| 1.4 e-HYBRID       | R4                 | 245                 | 7.0                           | 210                   |                    |                    |                    |
| Silniki Diesla:    |                    |                     |                               |                       |                    |                    |                    |
| 2.0 TDI            | R4                 | 150                 | 9.3                           | 205                   |                    |                    |                    |
| 2.0 TDI 4Drive     | R4                 | 150                 | 8.6                           | 203                   |                    |                    |                    |